# Włoszczowski
Włoszczowski là một huyện thuộc tỉnh Świętokrzyskie của Ba Lan. Huyện có diện tích 908 km². Đến ngày 1 tháng 1 năm 2011, dân số của huyện là 46462 người và mật độ 51 người/km².
Năm 2021, dân số tại đây là 43,905 người.